# Xarxa en malla Bluetooth
Xarxa en malla Bluetooth (en anglès Bluetooth mesh) és un protocol de telecomunicacions basat en la tecnologia Bluetooth Low Energy que permet la comunicació via radiofreqüència mitjançant una xarxa amb topologia mesh (en malla). Bluetooth mesh va ser concebut el 2015 i adoptat el 13 de juliol del 2017.

## Característiques

Fig.1 Logo de Bluetooth LE o Smart

Bluetooth mesh s'ha definit a partir de les especificacions Mesh Profile Specification i Mesh Model Specification
| Nom                              | Valor            | Notes                                                                              |
| -------------------------------- | ---------------- | ---------------------------------------------------------------------------------- |
| Nombre de bytes per missatge     | fins a 384 bytes | Cada missatge es divideix en segments                                              |
| Nombre de bytes per segment      | 11 bytes         | Missatge més curt = 1 segment = 11 bytes                                           |
| Inici de missatge (opcode)       | 1/2/3 bytes      | 1 byte(missatge especial) 2 bytes(missatge estàndard) 3 bytes(missatge propietari) |
| Nombre de seqüència per missatge | Sí               | Per a evitar atacs de replicació                                                   |
| Encriptació i autenticació       | Sí               | Dos tipus de clau : de xarxa i d'aplicació                                         |
| Funció Time to live              | Sí               | Per a evitar bucles                                                                |
| Màxim nombre de nodes a la xarxa | 32.767           |                                                                                    |
| Màxim nombre de grups            | 16.384           |                                                                                    |
| Màxim nombre d'escenes           | 65.535           |                                                                                    |
| Màxim nombre de subnets          | 4.096            |                                                                                    |
| Màxim nombre de salts (hops) TTL | 127              |                                                                                    |

| Nom del grup de model | Nom del model | Notes                    |
| --------------------- | --- | ------------------------ |
| Fundació              | Servidor de configuració                                                                                                | És obligatori a la xarxa |
| Fundació              | Client de configuració                                                                                                  |                          |
| Fundació              | Servidor d'estat (Health)                                                                                               | És obligatori a la xarxa |
| Fundació              | Client d'estat |                          |
| Genèric               | Servidor Genèric EngegatParat (OnOff)                                                                                   |                          |
| Genèric               | Servidor Genèric de nivell (level)                                                                                      |                          |
| Genèric               | Servidor Genèric per defecte de transició de temps (Default Transition Time)                                            |                          |
| Genèric               | Servidor Genèric de potència OnOff & Servidor Genèric d'instal·lació de potència OnOff                                  |                          |
| Genèric               | Servidor Genèric de nivell de potència & Servidor d'instal·lació de nivell de potència                                  |                          |
| Genèric               | Servidor Genèric de Bateria                                                                                             |                          |
| Genèric               | Servidor Genèric de posició & Servidor Genèric d'instal·lació de posició                                                |                          |
| Genèric               | Servidor Genèric User/Admin/Manufacturer/Client Property                                                                |                          |
| Genèric               | Client Genèric EngegatParat (OnOff) & Client Genèric de nivell (Level)                                                  |                          |
| Genèric               | Client Genèric de temps de transsició per defecte                                                                       |                          |
| Genèric               | Generic Power OnOff Client & Generic Power Level Client                                                                 |                          |
| Genèric               | Client Genèric de Bateria                                                                                               |                          |
| Genèric               | Client Genèric de Localització                                                                                          |                          |
| Genèric               | Client Genèric Propietat                                                                                                |                          |
| Sensors               | Servidor de Sensor Server & servidor d'instal·lació                                                                     |                          |
| Sensors               | Client Sensor |                          |
| Temps i escenes       | Servidor de temps & servidor d'instal·lació de temps                                                                    |                          |
| Temps i escenes       | Servidor d'escenes & servidor d'instal·lació d'escenes                                                                  |                          |
| Temps i escenes       | Servidor de programador horari & servidor d'instal·lació del programador                                                |                          |
| Temps i escenes       | Client de temps, Client d'escenes & Client del programador                                                              |                          |
| Il·luminació          | Servidor de lluminositat & Servidor d'instal·lació de lluminositat                                                      |                          |
| Il·luminació          | Servidor de llum CTL, Servidor de temperatura de llum CTL & Servidor d'instal·lació de llum CTL                         |                          |
| Il·luminació          | Servidor de llum HSL, Servidor Hue de llum HSL, Servidor de saturació de llum HSL & Servidor d'instal·lació de llum HSL |                          |
| Il·luminació          | Servidor de llum xyL & Servidor d'instal·lació de llum xyL                                                              |                          |
| Il·luminació          | Servidor de llum LC (Control de lluminositat) & Servidor d'instal·lació de llum LC                                      |                          |
| Il·luminació          | Client de lluminositat, Client de llum CTL, Client de llum HSL, Client de llum xyL & Client de llum LC                  |                          |

## Implementacions
| Nom                                                 | Emissor/Dissenyador                       | Data de certificació    | QDID (identificació) | Tipus               |
| --------------------------------------------------- | ----------------------------------------- | ----------------------- | -------------------- | ------------------- |
| Bluetooth Stack for Embedded Systems - MESH profile | Silvair, Inc.                             | 18 de juliol del 2017   | 98880                | Profile Subsystem   |
| Qualcomm Bluetooth Mesh                             | Qualcomm Technologies International, Ltd. | 18 de juliol del 2017   | 98856                | Profile Subsystem   |
| Silvair Mesh Models                                 | Silvair, Inc.                             | 26 de juliol del 2017   | 99282                | Profile Subsystem   |
| Wireless Gecko Mesh Profile                         | Silicon Laboratories                      | 21 de setembre del 2017 | 101318               | Profile Subsystem   |
| CYW-MESH 1.0                                        | Cypress Semiconductor Corporation         | 3 d'octubre del 2017    | 101726               | Component (assajat) |

| Nom         | Emissor/Dissenyador | Data anunci           | Tipus        |
| ----------- | ------------------- | --------------------- | ------------ |
| Toshiba BLE | Toshiba             | 26 de juliol del 2017 | BLE 4.2 mesh |